# ماري بوغز
ماري بوغز (بالإنجليزية: Mary Boggs)‏ هي كاتِبة وفنانة أمريكية، ولدت في 3 يوليو 1920 في سانت جوهانسبوري في الولايات المتحدة، وتوفيت في 4 يونيو 2002 في بيثيل في الولايات المتحدة.